# Dositheos

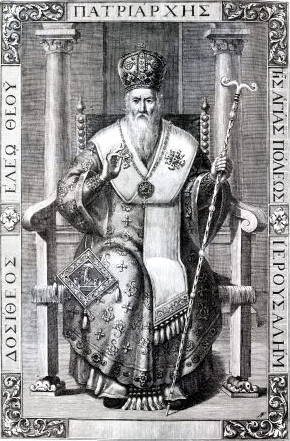
Dositheos

Dositheos, född 31 maj 1641, död 8 februari 1707, var en grekisk-ortodox kyrkopolitiker.
Dositheos blev patriark i Jerusalem 1669, nyordnade munkväsendet och motarbetade det kalvinska inflytande, som gen patriarken Kyrillos Lukaris i Alexandria fått insteg i orientens kyrkor. På en synod i Jerusalem 1672 framlades en samling bekännelseskrifter, vari den så kallade Confessio Dosithei ingick, riktad mot kalvinismen men anknytande till viktiga romersk-katolska läroformuleringar. Mot Rom vände han sig åter i det stora kyrkohistoriska verket Historia om patriarkerna i Jerusalem, utgiven efter hans död 1715.